# Янгієрська ТЕС
40°14′53″ пн. ш. 68°46′9″ сх. д. / 40.24806° пн. ш. 68.76917° сх. д.
Янгієрська ТЕС — теплова електростанція в Узбекистані.
Електростанцію, що почала роботу в 2022 році, спорудила турецька компанія Cengiz Enerji. ТЕС має потужність 220 МВт та використовує генераторні установки на основі двигунів внутрішнього згоряння (як засвідчують дані геоінформаційних система, на майданчику станції змонтовано 23 такі установки).
Як паливо станція використовує природний газ, при цьому вона розташована лише за кілометр від компресорної станції КС-3А системи Бухарський газоносний регіон — Ташкент.